# Palazzuolo sul Senio
Palazzuolo sul Senio (IPA: /palatˈʦwɔlo sul ˈsɛnjo/; fino al 1951, Palazzuolo di Romagna; Palazôl in romagnolo) è un comune italiano di 1 111 abitanti della città metropolitana di Firenze, in Toscana (Romagna fiorentina), collocato nel versante romagnolo dell'Appennino tosco-romagnolo.
Dal 2018 fa parte dei Borghi più belli d'Italia.
Sulla base dei dati ISTAT a gennaio 2023, è il secondo comune meno popolato della provincia di Firenze.

## Geografia fisica
- Classificazione sismica: zona 2 (sismicità medio-alta), Ordinanza PCM 3274 del 20/03/2003
- Classificazione climatica: zona E, 2942 GG
- Diffusività atmosferica: media, Ibimet CNR 2002
- Villaggio Ideale d'Italia - Premio Airone CEE 1991
- Certificazione Ambientale ISO 14001
- Uno dei Borghi più Belli d'Italia 2018

## Storia
Nel Basso Medioevo il territorio di Palazzuolo fu feudo della famiglia Ubaldini. Nel XIII secolo emerse la famiglia Pagani, il cui esponente più noto fu Maghinardo. Con la sua morte, nel 1302, il feudo tornò di proprietà degli Ubaldini. La più celebre di questa famiglia fu Marzia degli Ubaldini (detta anche Cia), fu la figlia della figlia di Maghinardo. Marzia sposò il signore di Forlì, Francesco II Ordelaffi, e combatté al suo fianco in più occasioni, anche durante la crociata contro i Forlivesi, quando difese eroicamente la città di Cesena. La voce popolare vuole che sia proprio Cia (cioè Marzia Ordelaffi) la donna che compare nello stemma del Comune di Palazzuolo.
Nel 1362 il territorio di Palazzuolo entrò a far parte della Repubblica fiorentina. Con la vicina Firenzuola, costituì il nucleo della Romagna toscana. Da allora Palazzuolo seguì il destino della Repubblica di Firenze e fu infeudato alla famiglia fiorentina degli Strigelli.
Al plebiscito del 1860 per l'annessione della Toscana al Regno di Sardegna i "sì" non ottennero la maggioranza degli aventi diritto (437 su un totale di 996), anzi gran parte degli abitanti non si recò alle urne, sintomo dell'opposizione all'annessione.
Il 24 settembre 1944 fu liberata dalla 1ª Divisione britannica.

### Simboli
Lo stemma è stato concesso con decreto del presidente della Repubblica del 7 febbraio 1957.
La donna raffigurata nello scudo è probabilmente Cia Ordelaffi (1317-1381), signora consorte di Cesena e Forlì e una delle più note figure di donne combattenti della storia d'Italia, oggi simbolo di coraggio e resistenza di queste terre.
Il gonfalone, concesso con D.P.R. del 15 aprile 1957, è un drappo partito di bianco e di azzurro.

## Monumenti e luoghi d'interesse

### Architetture religiose
- Santuario di Santa Maria della Neve di Quadalto: nel 1459, nel luogo in cui si trovava un pilastro con un'immagine della Madonna, fu eretto un piccolo oratorio, che tra il 1630 e il 1639 assunse le dimensioni della chiesa attuale.
- La badia di Santa Maria a Susinana era originariamente un complesso monastico vallombrosano ricordato fin dal 1090, nel cui cimitero venne sepolto Maghinardo Pagani, ricordato da Dante per le sue malefatte.
- La pieve di San Giovanni Battista a Misileo è di origine medievale; è stata completamente ristrutturata nel 1781 e poi incorporata in un edificio signorile.
- L'oratorio dei Santi Carlo e Antonio mantiene la sua originaria struttura seicentesca.
- Di antica origine, la chiesa di Santo Stefano è stata rimaneggiata nel corso del XVIII secolo, restaurata agli inizi del Novecento ed anche dopo la Seconda guerra mondiale.

### Architetture civili
- Villa di Gruffieto, antica villa di fine XVII secolo situata in mezzo al bosco tra Palazzuolo sul Senio e Marradi, è oggi completamente restaurata. Il complesso è costituito dalla villa, di notevoli dimensioni e forma articolata, da una cappella per il culto religioso, da un fabbricato adibito a dimora dei contadini con stalle e locali di servizio, da un fabbricato rurale destinato a fienile e stalla, da una burraia e da un ulteriore edificio in cui si trovano un forno e un seccatoio per le castagne. Vi hanno soggiornato personaggi illustri, come il poeta Dino Campana e il politico umanista Gaspare Finali.

- Piazza Strigelli, definita nell’estimo del 1532 come area “Castello”, è situata in pieno centro storico. Oltre al palazzo signorile di proprietà della nobile famiglia degli Strigelli, edificato nel 1804 sui resti di una fattoria medievale degli Eschini, è dominata da un’antica casatorre con facciate in pietra e sasso risalente al XIII secolo. La torre faceva parte, tra il XIII e il XIV secolo, di un complesso di abitazioni collegate sia in superficie che a livello sotterraneo all’attuale Palazzo dei Capitani — un tempo palazzo della potente famiglia degli Ubaldini, che dominò il territorio fino al 1362, anno in cui fu conquistato con la forza dalla Repubblica Fiorentina. In seguito, l’edificio divenne sede del Vicario e della sua corte.
- A valle e attigua a Piazza Strigelli si trova la suggestiva Piazza Garibaldi, intitolata all’eroe dei due Mondi, che vi sostò una notte in compagnia del capitano Leggero e del parroco don Giovanni Verità da Modigliana. Questi lo aiutarono a fuggire da austriaci e pontifici, permettendogli di raggiungere il Piemonte dopo la caduta della Repubblica Romana.
- Piazza Garibaldi, che nel primo Medioevo fu sede di un importante luogo di mercato, è caratterizzata da loggiati storici risalenti a prima del 1300, come si deduce dalla data incisa su un pilastro in pietra, situato accanto al vicolo Eschini, che riporta l’anno 1276 seguito da due lettere indecifrabili. Queste ultime indicherebbero il terminus ante quem per la costruzione del portico.
- A lato di Piazza Garibaldi si trova l’antico Palazzo Bianconcini, sulla cui facciata spiccano una piccola meridiana e lo stemma raffigurante un neonato in fasce, simbolo dello Spedale degli Innocenti di Firenze, che ne fu proprietario. In questo edificio probabilmente aveva sede una ruota degli esposti, un luogo dove le famiglie povere potevano abbandonare i propri figli, non essendo in grado di accudirli. Un’altra ruota si trovava in Piazza del Crocifisso.
- Piazza Ettore Alpi, da secoli considerata il «cuore civico» del paese, è intitolata al sindaco della ricostruzione, in carica dal giugno 1946 al gennaio 1957. Sulla piazza si affacciano il Palazzo dei Capitani, il seicentesco Oratorio di Sant’Antonio, il Municipio (palazzo cinquecentesco un tempo di proprietà della famiglia Melli) e la fontana, costruita negli anni ’60 e ristrutturata negli anni ’80 su progetto dell’architetto Adolfo Natalini, decorata con formelle in bronzo raffiguranti divinità fluviali, opera del maestro scultore e pittore Roberto Barni.
- Borgo dell’Ore e Piazza del Grano: si trovano in una zona più elevata rispetto al centro del paese. Anticamente denominato anche Borgo dell’Oro, rappresenta una delle parti più antiche di Palazzuolo. Il quartiere ha inizio a lato del Municipio, lungo una via che si snoda in salita tra caratteristiche e suggestive volte in sasso. Si arriva a uno spiazzo dove, fino al dopoguerra, era presente un caratteristico pozzo per la raccolta dell’acqua. Il caseggiato prospiciente mostra un bellissimo portale rinascimentale, sormontato da un antico stemma in stile barocco. Svoltando a destra, superata una volta e percorso un antico porticato, si raggiunge la suggestiva Piazza del Grano, antica sede del mercato del grano: un angolo di tranquillità a due passi dal centro del paese.

## Società

### Evoluzione demografica
Abitanti censiti

### Etnie e minoranze straniere
Secondo i dati ISTAT al 1 gennaio 2024 la popolazione straniera residente era di 47 persone.

## Cultura

### Musei

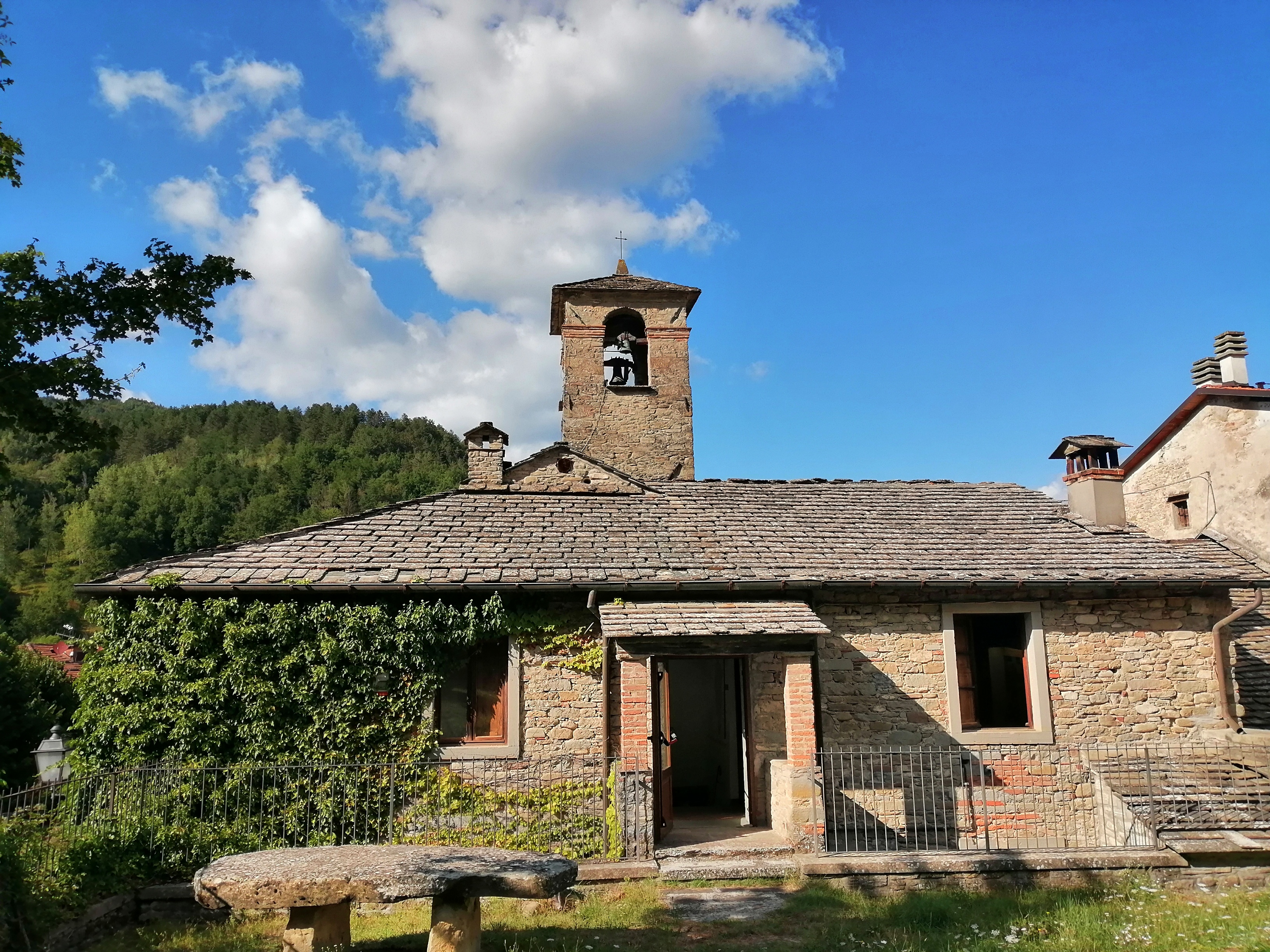
Il Palazzo dei Capitani, storica sede dei Capitani del Popolo, oggi sede del Museo Archeologico e del Museo delle Genti di Montagna.

- Nel Museo archeologico dell'Alto Mugello sono raccolti reperti preistorici che attestano la storia dell'uomo: gli scavi nelle valli del Lamone, del Senio e del Santerno ne hanno permesso il ritrovamento. È situato all’ultimo piano del Palazzo dei Capitani e documenta il passato più antico e meno noto del territorio delle alte valli dei tre fiumi. Sono esposti reperti per lo più raccolti in giacitura secondaria, ma che rivestono una grande importanza per la storia del territorio;
- Nel Museo delle genti di montagna sono conservati attrezzi di lavoro appartenuti ad agricoltori e ad artigiani, oggetti di uso quotidiano che si trovavano nelle abitazioni dei contadini.

### Eventi e ricorrenze
- Maggio, 1ª Domenica: “Palazzuolo Botanico”
- Luglio, 1ª Domenica: "Sagra del Tortello"
- Luglio, 3º o 4º fine settimana: "Farenight - Festa della Birra"
- Giugno-Luglio-Agosto, ogni 2ª Domenica del Mese: "Hobby Senio"
- Agosto e il fine settimana di Ferragosto: "Sagra del Cinghiale"
- 7 e 28 Agosto: Tradizionale Fiera di Merci e Bestiame
- Ottobre, tutte le domeniche: "Sagra del Marrone e dei Frutti del Sottobosco"
- Ottobre, ultimo fine settimana, «Zucche'n Borg». percorso autunnale nel borgo
- Novembre, ultimo fine settimana: "Trail del Cinghiale"
- Dicembre, 3ª domenica, "Elfi'n Borg»" percorso natalizio nel borgo.

## Economia

### Industria e Servizi
L'economia di Palazzuolo sul Senio si basa principalmente sull'industria manifatturiera, in particolare sulla lavorazione dei metalli. 
Il turismo rappresenta un'altra importante fonte di reddito, grazie al patrimonio storico-artistico del paese, alla bellezza del paesaggio circostante e all'offerta di prodotti tipici locali.
Sono inoltre presenti attività legate al settore dei servizi, che comprendono i servizi pubblici essenziali, i servizi commerciali per soddisfare le esigenze quotidiane della popolazione e i servizi turistici, come strutture ricettive e ristorazione.
Il comune promuove lo sviluppo economico locale attraverso iniziative volte a favorire l'imprenditoria e il commercio, come l'organizzazione di mercati e fiere.

### Turismo
Nel territorio comunale ci sono oltre 116 km di sentieri per escursioni, lungo i quali si allineano due punti panoramici e due rifugi.

## Amministrazione
Il comune di Palazzuolo sul Senio, insieme ai comuni di Marradi e di Firenzuola, viene collocato nel Mugello, con la denominazione di Alto Mugello.

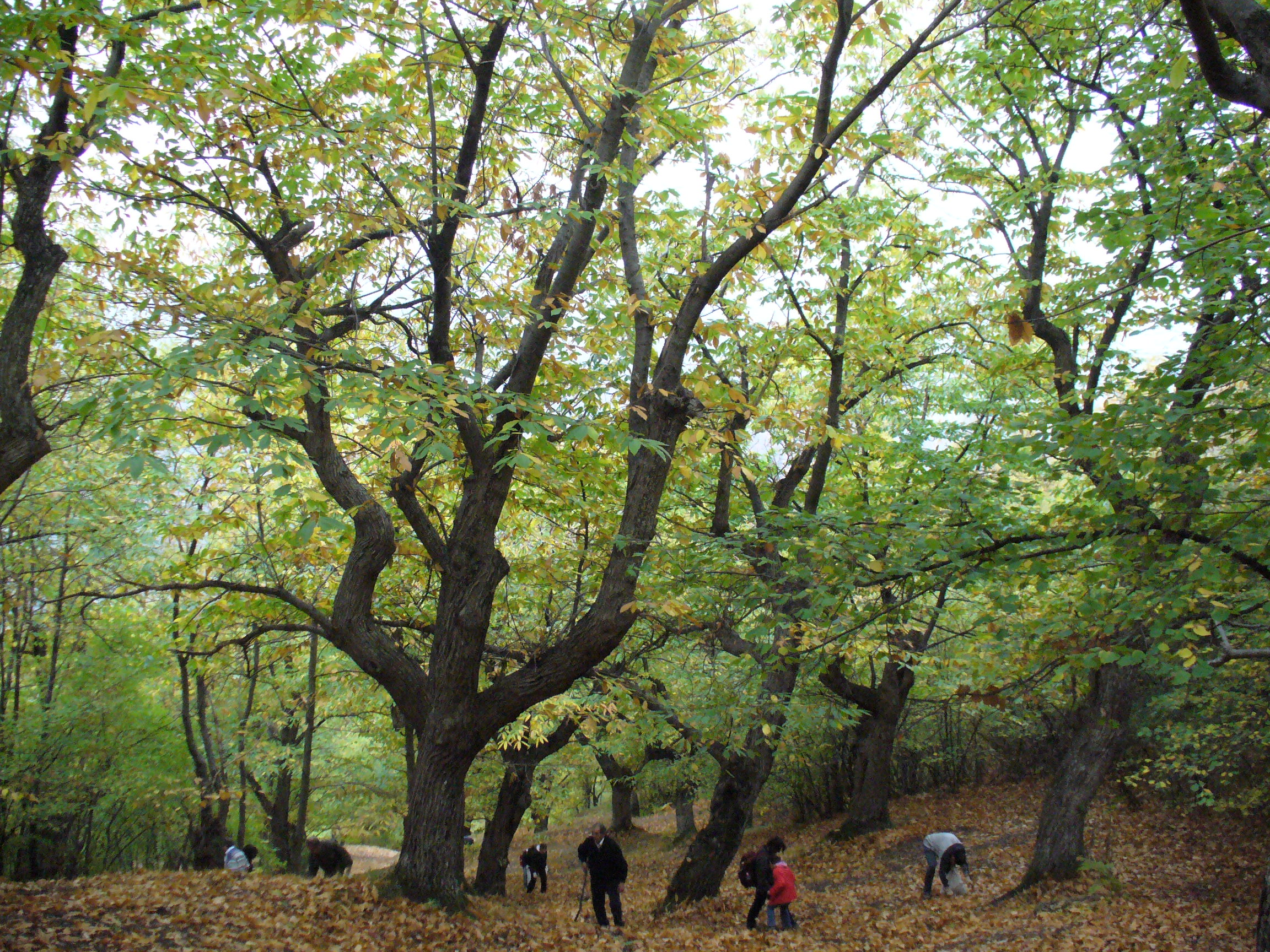
La raccolta delle castagne nel bosco di Palazzuolo

### Cronologia sindaci

#### Dal 1860 al 1925
| Periodo       | Periodo       | Primo cittadino                | Partito | Carica                  | Note                                              |
| ------------- | ------------- | ------------------------------ | ------- | ----------------------- | ------------------------------------------------- |
| 1860          | 1862          | Giuseppe Amerigo Strigelli     |         | Gonfaloniere            |                                                   |
| 1863          |               | Carlo Naldoni                  |         | Gonfaloniere            |                                                   |
| 1864          |               | Gaetano Zavagli                |         | Gonfaloniere            |                                                   |
| 1865          | 1870          | Francesco Vivoli               |         | Sindaco                 |                                                   |
| 1870          | 1878          | Giuseppe Amerigo Strigelli     |         | Sindaco                 |                                                   |
| 1879          | 1888          | Leopoldo Vernaccini            |         | Sindaco                 |                                                   |
| 1888          |               | Antonio Tismondi               |         | Commissario prefettizio |                                                   |
| 1888          | 1889          | Vitale Montevecchi             |         | Sindaco                 | facente funzioni                                  |
| febbraio 1890 | 1891          | Ottavio Visani Scozzi          |         | Sindaco                 | facente funzioni                                  |
| maggio 1892   | dicembre 1893 | Ferdinando Galeotti            |         | Sindaco                 | facente funzioni                                  |
| febbraio 1894 | novembre 1894 | Luigi Naldoni                  |         | Sindaco                 | facente funzioni                                  |
| dicembre 1894 | febbraio 1895 | Alessandro Ghezzi              |         | Sindaco                 | facente funzioni                                  |
| marzo 1895    | aprile 1895   | Ferdinando Galeotti            |         | Sindaco                 | facente funzioni                                  |
| ottobre 1895  | aprile 1899   | Luigi Naldoni                  |         | Sindaco                 | (giugno-settembre 1895: sindaco facente funzioni) |
| aprile 1899   | luglio 1899   | Ottavio Visani Scozzi          |         | Sindaco                 | facente funzioni                                  |
| luglio 1899   | giugno 1918   | Lodovico Bianconcini Strigelli |         | Sindaco                 |                                                   |
| giugno 1918   | aprile 1920   | Ferdinando Galeotti            |         | Sindaco                 |                                                   |
| giugno 1920   | ottobre 1920  | Lodovico Pancrazio             |         | Commissario prefettizio |                                                   |
| 1921          | 1922          | Ettore Alpi                    |         | Sindaco                 |                                                   |
| novembre 1922 | maggio 1923   | Pietro Bianconi                |         | Commissario prefettizio |                                                   |
| maggio 1923   | ottobre 1924  | Alberto Nocentini              |         | Sindaco                 |                                                   |
| ottobre 1924  | maggio 1925   | Antonio Zavagli                |         | Sindaco                 |                                                   |

#### Podestà dal 1925 al 1944
| Periodo        | Periodo        | Primo cittadino         | Partito | Carica                  | Note |
| -------------- | -------------- | ----------------------- | ------- | ----------------------- | ---- |
| settembre 1925 | maggio 1926    | Marino Marchetti        |         | Commissario prefettizio |      |
| luglio 1926    | dicembre 1926  | Cesare Visani Scozzi    |         | Podestà                 |      |
| marzo 1927     |                | Marino Marchetti        |         | Commissario prefettizio |      |
| dicembre 1927  | agosto 1929    | Cesare Visani Scozzi    |         | Podestà                 |      |
| agosto 1929    | dicembre 1934  | Angiolo Fabroni         |         | Commissario prefettizio |      |
| dicembre 1934  | giugno 1936    | Angiolo Fabroni         |         | Podestà                 |      |
| giugno 1936    | aprile 1937    | Francesco Scalini Scala |         | Commissario prefettizio |      |
| maggio 1937    | settembre 1939 | Francesco Scalini Scala |         | Podestà                 |      |
| settembre 1939 | dicembre 1943  | Alberto Nocentini       |         | Podestà                 |      |
| gennaio 1944   | novembre 1944  | Remo Chiariotti         |         | Commissario prefettizio |      |
| novembre 1944  |                | Mario Quercia           |         | Commissario prefettizio |      |

#### Dal novembre 1944 ad oggi
| Primo cittadino      | Partito | Partito              | Giunta/Coalizione | Giunta/Coalizione | Mandato        | Mandato        | Elezione |
| Primo cittadino      | Partito | Partito              | Giunta/Coalizione | Giunta/Coalizione | Inizio         | Fine           | Elezione |
| -------------------- | ------- | -------------------- | ----------------- | ----------------- | -------------- | -------------- | -------- |
| Odoardo Strigelli    |         |                      |                   |                   | novembre 1944  | maggio 1945    |          |
| Luigi Barlotti       |         |                      |                   |                   | maggio 1945    | novembre 1945  |          |
| Felice Lombardi      |         |                      |                   |                   | novembre 1945  | novembre 1946  |          |
| Francesco Pagliazzi  |         |                      |                   |                   | novembre 1946  | marzo 1948     |          |
| Luigi Meucci         |         |                      |                   |                   | marzo 1948     | maggio 1949    |          |
| Siro Curti           |         |                      |                   |                   | maggio 1949    | giugno 1951    |          |
| Ettore Alpi          |         |                      |                   |                   | 1951           | 1956           |          |
| Francesco Costa      |         |                      |                   |                   | 1957           | 1975           |          |
| Bruno Cavini         |         | Democrazia Cristiana |                   |                   | 1975           | 24 aprile 1995 |          |
| Roberto Campomori    |         | Centro-sinistra      |                   |                   | 24 aprile 1995 | 14 giugno 1999 |          |
| Andrea Casini        |         | Centro-sinistra      |                   |                   | 14 giugno 1999 | 14 giugno 2004 |          |
| Paola Cavini         |         | Lista civica         |                   |                   | 15 giugno 2004 | 8 giugno 2009  |          |
| Cristian Menghetti   |         | Centro-sinistra      |                   |                   | 8 giugno 2009  | 27 maggio 2019 |          |
| Gian Piero Moschetti |         | Lista civica         |                   |                   | 27 maggio 2019 | 10 giugno 2024 |          |
| Marco Bottino        |         | Lista civica         |                   |                   | 10 giugno 2024 | in carica      |          |